# Доминика (остров)
Доминика (англ. Dominica) — остров вулканического происхождения. На острове располагается одноимённое государство.

## География
Остров горист, имеется несколько вулканов. Самый высокий — Дьяблотен (1447 м). Сейчас на Доминике нет действующих вулканов, но вулканическая деятельность проявляется в виде гейзеров, горячих источников и небольших озёр с кипящей водой. На побережье — пляжи с чёрным и жёлтым песком.
Климат тропический, влажный, жара смягчается пассатными ветрами. Средние месячные температуры — от 25 до 27 °C. Наилучшая погода — с ноября по март. С июля по сентябрь — период ураганов.
Растительный покров весьма богат. Сохранились тропические леса. Животный мир представлен, в основном, птицами. Окружающие морские воды богаты рыбой.